# Dimityr Stojanow (ur. 1968)
Dimityr Żelazkow Stojanow (bułg. Димитър Желязков Стоянов; ur. 28 października 1968 w Swilengradzie) – bułgarski wojskowy i urzędnik państwowy, sekretarz generalny prezydenta Rumena Radewa, w latach 2022–2023 minister obrony.

## Życiorys
Ukończył liceum matematyczne w Chaskowie, kształcił się następnie w wyższej szkole wojsk lotniczych w miejscowości Dołna Mitropolija. W 2001 został absolwentem Akademii Wojskowej im. Georgiego Rakowskiego. Zawodowy wojskowy, związany z siłami powietrznymi. W trakcie służby doszedł do stopnia pułkownika. Był m.in. zastępcą dowódcy ds. sprzętu i uzbrojenia w jednej z baz lotnictwa myśliwskiego oraz szefem sztabu bazy lotniczej. W latach 2013–2016 pełnił różne funkcje w dowództwie sił powietrznych, w tym szefa sztabu tego dowództwa. W 2017 i 2022 powoływany na sekretarza generalnego administracji prezydenckiej Rumena Radewa w trakcie jego I i II kadencji.
W sierpniu 2022 został ministrem obrony w powołanym wówczas przejściowym rządzie Gyłyba Donewa. Utrzymał tę funkcję również w utworzonym w lutym 2023 drugim technicznym gabinecie tego samego premiera. Zakończył urzędowanie w czerwcu 2023.